# 希瑟谷 (特拉華州)
希瑟谷（英語：Heather Valley）是位於美國特拉華州紐卡斯爾縣的一個非建制地區。該地的面積和人口皆未知。

## 地理
希瑟谷的座標為39°45′40″N 75°40′47″W / 39.76111°N 75.67972°W，而該地的平均海拔高度為71米（即233英尺）。